# Grb Občine Železniki
Grb Občine Železniki je upodobljen na ščitu poznogotskeoblike. Diagonalno je razdeljen na štiri polja, kar prikazuje geografsko značilnost občine. Osnovni motiv na ščitu je plavž, grb pa ima ob straneh vkomponirana dva ročno kovana žeblja. V desnem belem polju ščita je znak čipkarstva, »klekelj«, v levem belem polju pa je upodobljena smrekova vejica, ki simbolizira gozdarsko panogo občine. Zgornje polje je modre barve, spodnje pa zelene.